# Cybister thermolytes
Cybister thermolytes är en skalbaggsart som beskrevs av Guignot 1947. Cybister thermolytes ingår i släktet Cybister och familjen dykare. Inga underarter finns listade i Catalogue of Life.